# Fouleix
Fouleix est une commune française située dans le département de la Dordogne, en région Nouvelle-Aquitaine.

## Géographie

### Généralités
Dans la moitié sud du département de la Dordogne, en limite du Bergeracois, du Landais et du Périgord central, la commune de Fouleix est bordée au sud par le Caudeau.
À l'écart des routes principales, le petit bourg de Fouleix est situé, en distances orthodromiques, cinq kilomètres au sud-ouest de Vergt, dix-sept kilomètres à l'ouest-nord-ouest de Lalinde, vingt-deux kilomètres au sud de Périgueux et autant au nord-est de Bergerac.
Le territoire communal est desservi par les routes départementales (RD) 21, 21E, 38 et 42.

### Communes limitrophes
Fouleix est limitrophe de sept autres communes dont Saint-Mayme-de-Péreyrol au nord sur 700 mètres.
| Beauregard-et-Bassac    | Saint-Mayme-de-Péreyrol  |                          |
| Saint-Martin-des-Combes | Fouleix                  | Saint-Amand-de-Vergt     |
| Clermont-de-Beauregard  | Saint-Félix-de-Villadeix | Val de Louyre et Caudeau |

### Géologie et relief

#### Géologie
Situé sur la plaque nord du Bassin aquitain et bordé à son extrémité nord-est par une frange du Massif central, le département de la Dordogne présente une grande diversité géologique. Les terrains sont disposés en profondeur en strates régulières, témoins d'une sédimentation sur cette ancienne plate-forme marine. Le département peut ainsi être découpé sur le plan géologique en quatre gradins différenciés selon leur âge géologique. Fouleix est située dans le troisième gradin à partir du nord-est, un plateau formé de calcaires hétérogènes du Crétacé.
Les couches affleurantes sur le territoire communal sont constituées de formations superficielles du Quaternaire et de roches sédimentaires datant pour certaines du Cénozoïque, et pour d'autres du Mésozoïque. La formation la plus ancienne, notée c5c, date du Campanien 3, une alternance de marnes à glauconie et de calcaires crayo-marneux jaunâtres. La formation la plus récente, notée CFvs, fait partie des formations superficielles de type colluvions carbonatées de vallons secs : sable limoneux à débris calcaires et argile sableuse à débris. Le descriptif de ces couches est détaillé dans  la feuille « no 806 - Bergerac » de la carte géologique au 1/50 000 de la France métropolitaine, et sa notice associée.

Carte géologique de Fouleix.

#### Relief et paysages
Le département de la Dordogne se présente comme un vaste plateau incliné du nord-est (491 m, à la forêt de Vieillecour dans le Nontronnais, à Saint-Pierre-de-Frugie) au sud-ouest (2 m à Lamothe-Montravel). L'altitude du territoire communal varie quant à elle entre 90 m à l'extrême sud, au nord du lieu-dit les Trompes, là où le Caudeau quitte la commune et entre sur celle de Clermont-de-Beauregard, et 216 m à l'extrême nord, au nord de la Tuilière au Clos, en limite de la commune de Saint-Amand-de-Vergt.
Dans le cadre de la Convention européenne du paysage entrée en vigueur en France le 1er juillet 2006, renforcée par la loi du 8 août 2016 pour la reconquête de la biodiversité, de la nature et des paysages, un atlas des paysages de la Dordogne a été élaboré sous maîtrise d’ouvrage de l’État et publié en octobre 2020. Les paysages du département s'organisent en huit unités paysagères et 14 sous-unités. La commune fait partie du Périgord central, un paysage vallonné, aux horizons limités par de nombreux bois, plus ou moins denses, parsemés de prairies et de petits champs.
La superficie cadastrale de la commune publiée par l'Insee, qui sert de référence dans toutes les statistiques, est de 10,94 km2,,. La superficie géographique, issue de la BD Topo, composante du Référentiel à grande échelle produit par l'IGN, est quant à elle de 11,25 km2.

### Hydrographie

#### Réseau hydrographique
La commune est située dans le bassin de la Dordogne au sein du Bassin Adour-Garonne. Elle est drainée par le Caudeau, le Retz et par divers petits cours d'eau, qui constituent un réseau hydrographique de 8 km de longueur totale,.
Le Caudeau, d'une longueur totale de 38,47 km, prend sa source dans la commune de Veyrines-de-Vergt et se jette dans la Dordogne en rive droite à Bergerac, juste en aval du barrage de Bergerac. Il borde la commune au sud sur près d'un kilomètre et demi.
Son affluent de rive droite le Retz marque la limite communale à l'est sur un kilomètre et demi, face à Saint-Amand-de-Vergt.

Réseaux hydrographique et routier de Fouleix.
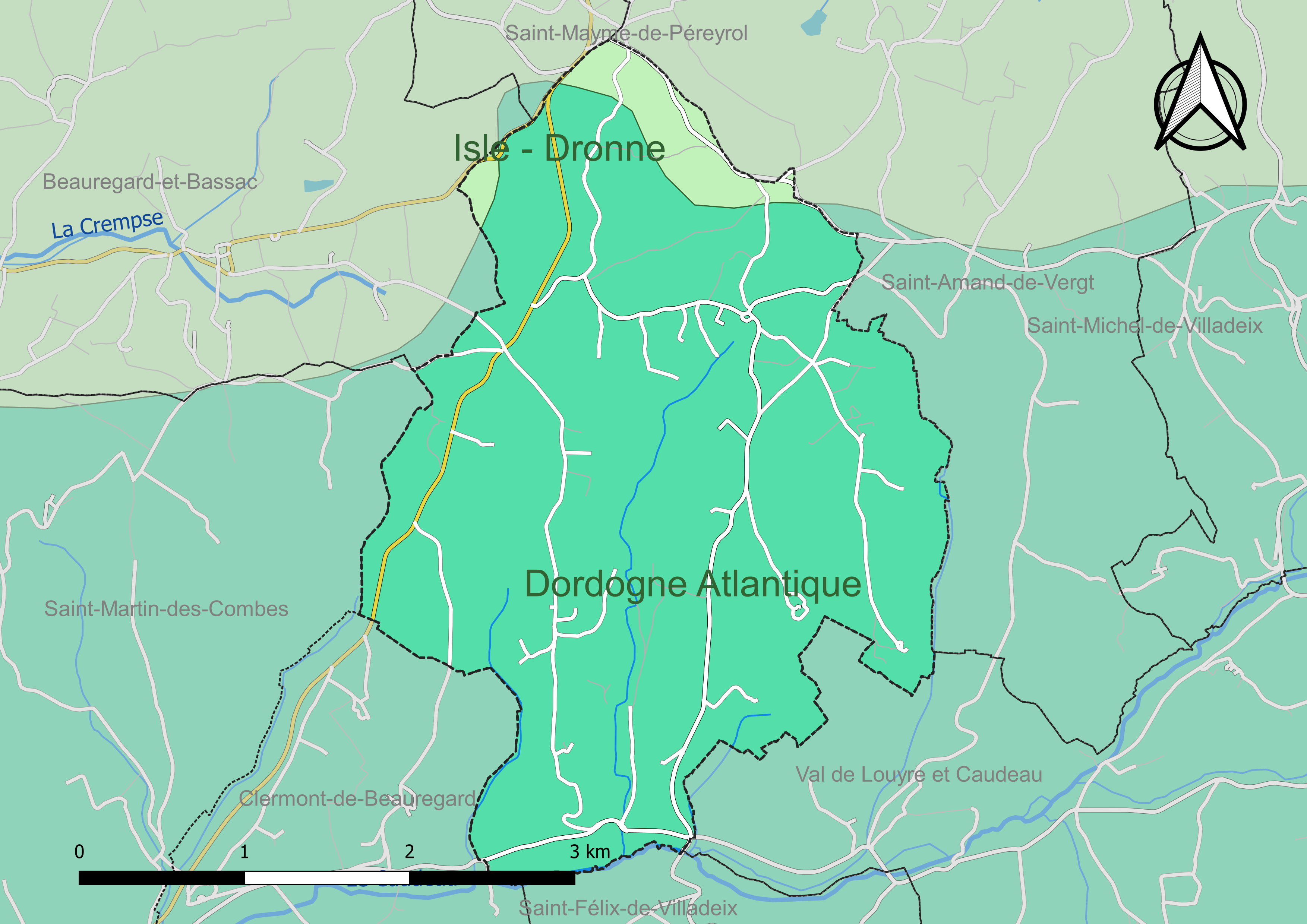
Carte des schémas d'aménagement et de gestion des eaux (SAGE) couvrant le territoire communal de Fouleix.

#### Gestion et qualité des eaux
Le territoire communal est couvert par les schémas d'aménagement et de gestion des eaux (SAGE) « Dordogne Atlantique » et « Isle - Dronne ». Le SAGE « Dordogne Atlantique », dont le territoire correspond au sous‐bassin le plus aval du bassin versant de la Dordogne (aval de la confluence Dordogne - Vézère)., d'une superficie de 2 700 km2 est en cours d'élaboration. La structure porteuse de l'élaboration et de la mise en œuvre est l'établissement public territorial de bassin de la Dordogne (EPIDOR). Le SAGE « Isle - Dronne », dont le territoire regroupe les bassins versants de l'Isle et de la Dronne, d'une superficie de 7 500 km2, a été approuvé le 2 août 2021. La structure porteuse de l'élaboration et de la mise en œuvre est également l'EPIDOR. Ils définissent chacun sur leur territoire les objectifs généraux d’utilisation, de mise en valeur et de protection quantitative et qualitative des ressources en eau superficielle et souterraine, en respect des objectifs de qualité définis dans le troisième SDAGE  du Bassin Adour-Garonne qui couvre la période 2022-2027, approuvé le 10 mars 2022.
La majeure partie de la commune dépend du SAGE Dordogne Atlantique. Seules deux petites zones au nord représentant au total moins d'un kilomètre carré sont rattachées au SAGE Isle - Dronne.
La qualité des eaux de baignade et des cours d’eau peut être consultée sur un site dédié géré par les agences de l’eau et l’Agence française pour la biodiversité.

### Climat
Pour des articles plus généraux, voir Climat de la Nouvelle-Aquitaine et Climat de la Dordogne.
Historiquement, la commune est exposée à un climat océanique aquitain.  
En 2020, Météo-France publie une typologie des climats de la France métropolitaine dans laquelle la commune est exposée à un climat océanique altéré et est dans la région climatique  Aquitaine, Gascogne, caractérisée par une pluviométrie abondante au printemps, modérée en automne, un faible ensoleillement au printemps, un été chaud (19,5 °C), des vents faibles, des brouillards fréquents en automne et en hiver et des orages fréquents en été (15 à 20 jours).
Pour la période 1971-2000, la température annuelle moyenne est de 12,3 °C, avec  une amplitude thermique annuelle de 15 °C. Le cumul annuel moyen de précipitations est de 928 mm, avec 12 jours de précipitations en janvier et 7 jours en juillet. Pour la période 1991-2020, la température moyenne annuelle observée sur la station météorologique la plus proche, située sur la commune de Bergerac à 21 km à vol d'oiseau, est de 13,2 °C et le cumul annuel moyen de précipitations est de 792,9 mm,. Pour l'avenir, les paramètres climatiques de la commune estimés pour 2050 selon différents scénarios d’émission de gaz à effet de serre sont consultables sur un site dédié publié par Météo-France en novembre 2022.

## Urbanisme

### Typologie
Au 1er janvier 2024, Fouleix est catégorisée commune rurale à habitat très dispersé, selon la nouvelle grille communale de densité à 7 niveaux définie par l'Insee en 2022.
Elle est située hors unité urbaine et hors attraction des villes,.

### Occupation des sols
En 2006, au niveau communal, les sols se répartissaient de la façon suivante : 64 % de territoires agricoles et 35,8 % de forêts ou de milieux semi-naturels.

### Villages, hameaux et lieux-dits
Outre le bourg de Fouleix proprement dit, le territoire se compose d'autres villages ou hameaux, ainsi que de lieux-dits :
- Bascoup
- la Belle Étoile
- Berlandie
- la Blanquerie
- la Brande
- le Coderc
- Coste Rouginque
- l'Ermitage
- la Fargonnie
- Fileyssant
- la Forêt
- la Formance
- la Fourqueyrie
- le Fumat
- Galet
- les Garrigas
- les Grandes Vignes
- Grange du Périer
- Grange de Tourny
- Hiérase
- le Luquet
- la Malletie
- les Migoux
- le Moulin de l'Étang
- le Moulin de Galet
- le Moulin Neuf
- le Moulin de la Rode
- le Moulin de Saint-Pierre
- Pécanel
- les Pelaines
- la Peyrouse du Boucher
- le Pezul
- les Quatre Routes
- Retz
- Reyssat
- la Rouquette
- la Sablière
- Tuilière au Clos
- Vergnassou.

### Prévention des risques
Le territoire de la commune de Fouleix est vulnérable à différents aléas naturels : météorologiques (tempête, orage, neige, grand froid, canicule ou sécheresse), inondations, feux de forêts, mouvements de terrains et séisme (sismicité très faible). Un site publié par le BRGM permet d'évaluer simplement et rapidement les risques d'un bien localisé soit par son adresse soit par le numéro de sa parcelle.
Certaines parties du territoire communal sont susceptibles d’être affectées par le risque d’inondation par débordement de cours d'eau. La commune a été reconnue en état de catastrophe naturelle au titre des dommages causés par les inondations et coulées de boue survenues en 1982, 1983 et 1999,. Le risque inondation est pris en compte dans l'aménagement du territoire de la commune par le biais du plan de prévention des risques inondation (PPRI) de la « vallée du Caudeau », couvrant 14 communes et approuvé le 11 septembre 2015, pour les crues du Caudeau,.
Fouleix est exposée au risque de feu de forêt. L’arrêté préfectoral du 14 mars 2013 fixe les conditions de pratique des incinérations et de brûlage dans un objectif de réduire le risque de départs d’incendie. À ce titre, des périodes sont déterminées : interdiction totale du 15 février au 15 mai et du 15 juin au 15 octobre, utilisation réglementée du 16 mai au 14 juin et du 16 octobre au 14 février. En septembre 2020, un plan inter-départemental de protection des forêts contre les incendies (PidPFCI) a été adopté pour la période 2019-2029,.

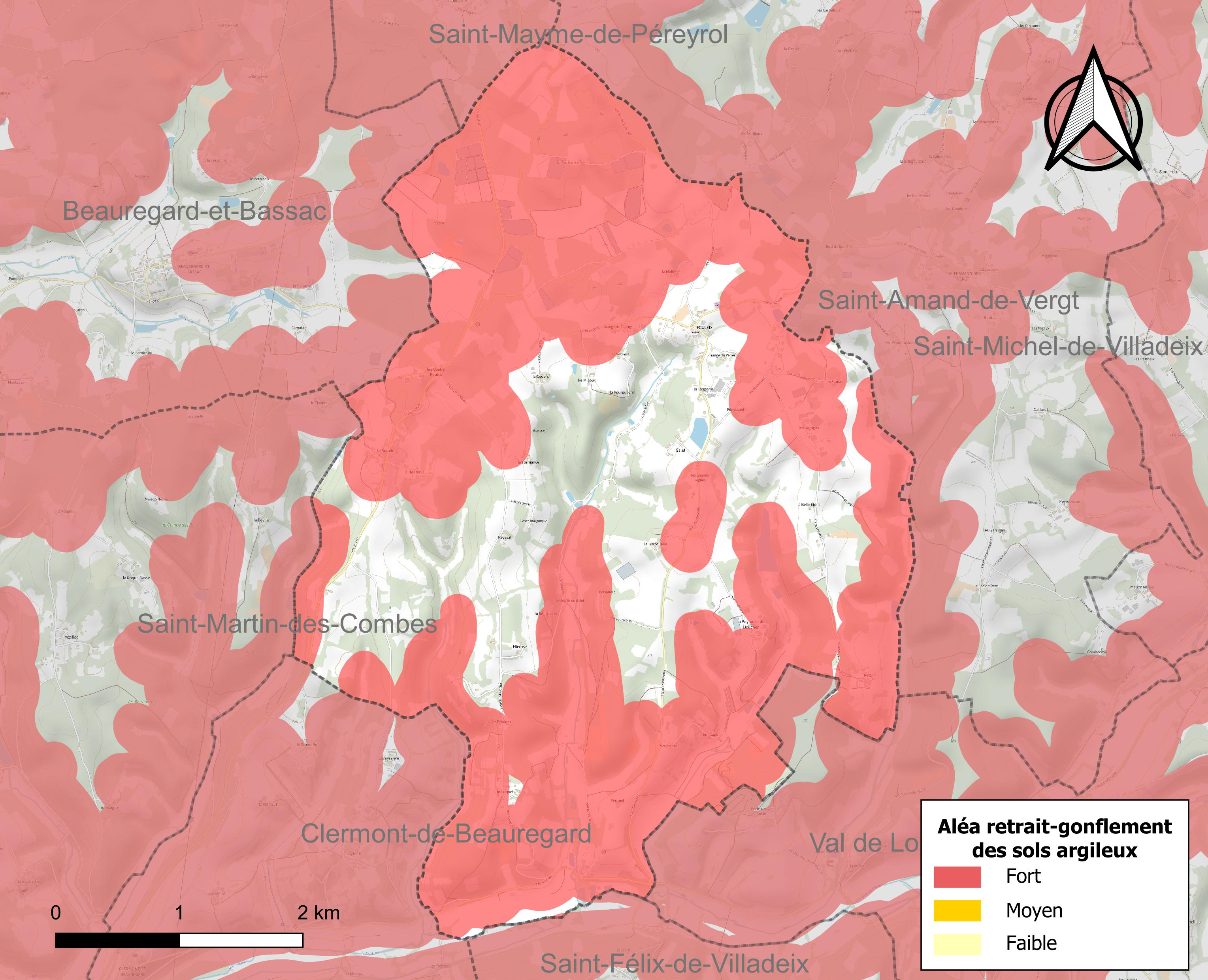
Carte des zones d'aléa retrait-gonflement des sols argileux de Fouleix.

Les mouvements de terrains susceptibles de se produire sur la commune sont des tassements différentiels. Le retrait-gonflement des sols argileux est susceptible d'engendrer des dommages importants aux bâtiments en cas d’alternance de périodes de sécheresse et de pluie. 69,4 % de la superficie communale est en aléa moyen ou fort (58,6 % au niveau départemental et 48,5 % au niveau national métropolitain). Depuis le 1er octobre 2020, en application de la loi ÉLAN, différentes contraintes s'imposent aux vendeurs, maîtres d'ouvrages ou constructeurs de biens situés dans une zone classée en aléa moyen ou fort,.
La commune a été reconnue en état de catastrophe naturelle au titre des dommages causés par la sécheresse en 2005, 2011 et 2017 et par des mouvements de terrain en 1999.

## Toponymie
En occitan, la commune porte le nom de Folés.

## Politique et administration

### Rattachements administratifs et électoraux
Dès 1790, la commune de Fouleix a été rattachée au canton de Vergt qui dépendait du district de Perigueux jusqu'en 1795, date de suppression des districts. En 1801, le canton, qui prend un temps le nom de canton de Saint-Jean-de-Vergt, est rattaché à l'arrondissement de Périgueux.
Dans le cadre de la réforme de 2014 définie par le décret du 21 février 2014, ce canton disparaît aux élections départementales de mars 2015. La commune est alors rattachée au canton du Périgord central, dont le territoire est partagé entre les arrondissements de Périgueux et de Bergerac.

### Intercommunalité
Fin 2001, Fouleix intègre dès sa création la communauté de communes du Pays vernois. Celle-ci est dissoute le 31 décembre 2013 et remplacée au 1er janvier 2014 par la communauté de communes du Pays vernois et du terroir de la truffe. Elle est elle-même dissoute le 31 décembre 2016 et ses communes sont intégrées à la communauté d'agglomération Le Grand Périgueux le 1er janvier 2017.

### Administration municipale
La population de la commune étant comprise entre 100 et 499 habitants au recensement de 2017, onze conseillers municipaux ont été élus en 2020,.

### Liste des maires

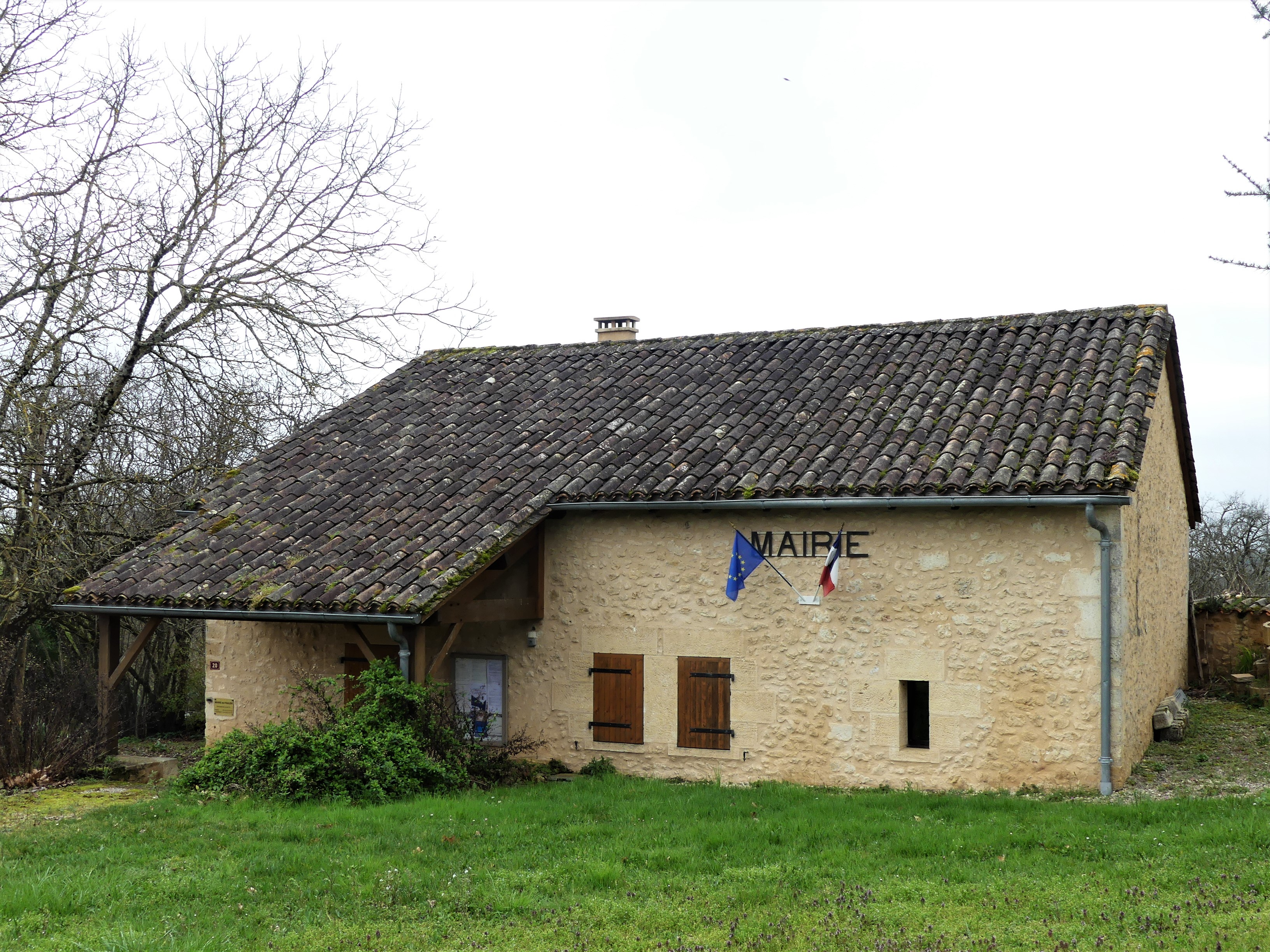
La mairie en 2020.

| Période                                  | Période   | Identité       | Étiquette | Qualité                      |
| ---------------------------------------- | --------- | -------------- | --------- | ---------------------------- |
| Les données manquantes sont à compléter. |           |                |           |                              |
|                                          |           |                |           |                              |
| 1989                                     | mars 2014 | Gérard Gallet  | SE        | Retraité                     |
| mars 2014 (réélu en mai 2020)            | En cours  | Emmanuel Legay | DVG       | Enseignant en lycée agricole |

### Jumelages
Les communes du Pays vernois sont jumelées avec la ville canadienne de Saint-Jacques de Montcalm depuis 1996.

## Équipements et services publics

### Enseignement
Fouleix est organisée en regroupement pédagogique intercommunal (RPI) avec les communes de Saint-Amand-de-Vergt, Saint-Laurent-des-Bâtons et Saint-Michel-de-Villadeix au niveau des classes de primaire. La commune assure les classes de cours préparatoire et de CE1. Celles de CE2 et de cours moyen s'effectuent à Saint-Michel-de-Villadeix, alors que Saint-Laurent-des-Bâtons s'occupe de la maternelle.

### Justice
Dans le domaine judiciaire, Fouleix relève : 
- du tribunal judiciaire, du tribunal pour enfants, du conseil de prud'hommes et du tribunal de commerce de Périgueux ;
- du pôle Nationalité du tribunal judiciaire de Périgueux (compétent uniquement dans le domaine de la nationalité) ;
- de la cour d'appel, du tribunal administratif et de la  cour administrative d'appel de Bordeaux.

## Population et société

### Démographie
Les habitants de Fouleix se nomment les Fouleixois.
L'évolution du nombre d'habitants est connue à travers les recensements de la population effectués dans la commune depuis 1793. Pour les communes de moins de 10 000 habitants, une enquête de recensement portant sur toute la population est réalisée tous les cinq ans, les populations de référence des années intermédiaires étant quant à elles estimées par interpolation ou extrapolation. Pour la commune, le premier recensement exhaustif entrant dans le cadre du nouveau dispositif a été réalisé en 2004.

En 2022, la commune comptait 273 habitants, en évolution de +13,28 % par rapport à 2016 (Dordogne : +0,37 %, France hors Mayotte : +2,11 %).
| 1793 | 1800 | 1806 | 1821 | 1831 | 1836 | 1841 | 1846 | 1851 |
| ---- | ---- | ---- | ---- | ---- | ---- | ---- | ---- | ---- |
| 601  | 559  | 546  | 549  | 556  | 555  | 612  | 694  | 612  |

| 1856 | 1861 | 1866 | 1872 | 1876 | 1881 | 1886 | 1891 | 1896 |
| ---- | ---- | ---- | ---- | ---- | ---- | ---- | ---- | ---- |
| 606  | 570  | 550  | 490  | 508  | 506  | 506  | 523  | 483  |

| 1901 | 1906 | 1911 | 1921 | 1926 | 1931 | 1936 | 1946 | 1954 |
| ---- | ---- | ---- | ---- | ---- | ---- | ---- | ---- | ---- |
| 423  | 351  | 332  | 286  | 287  | 244  | 252  | 219  | 224  |

| 1962 | 1968 | 1975 | 1982 | 1990 | 1999 | 2004 | 2006 | 2009 |
| ---- | ---- | ---- | ---- | ---- | ---- | ---- | ---- | ---- |
| 202  | 209  | 188  | 172  | 186  | 204  | 184  | 188  | 218  |

| 2014 | 2019 | 2022 | - | - | - | - | - | - |
| ---- | ---- | ---- | - | - | - | - | - | - |
| 236  | 263  | 273  | - | - | - | - | - | - |

### Manifestations culturelles et festivités
La fête annuelle de Fouleix se déroule le premier week-end de juillet.

### Vie associative
Au niveau associatif, la commune comporte un comité des fêtes et une amicale laïque s'occupant de l'école primaire.

## Économie

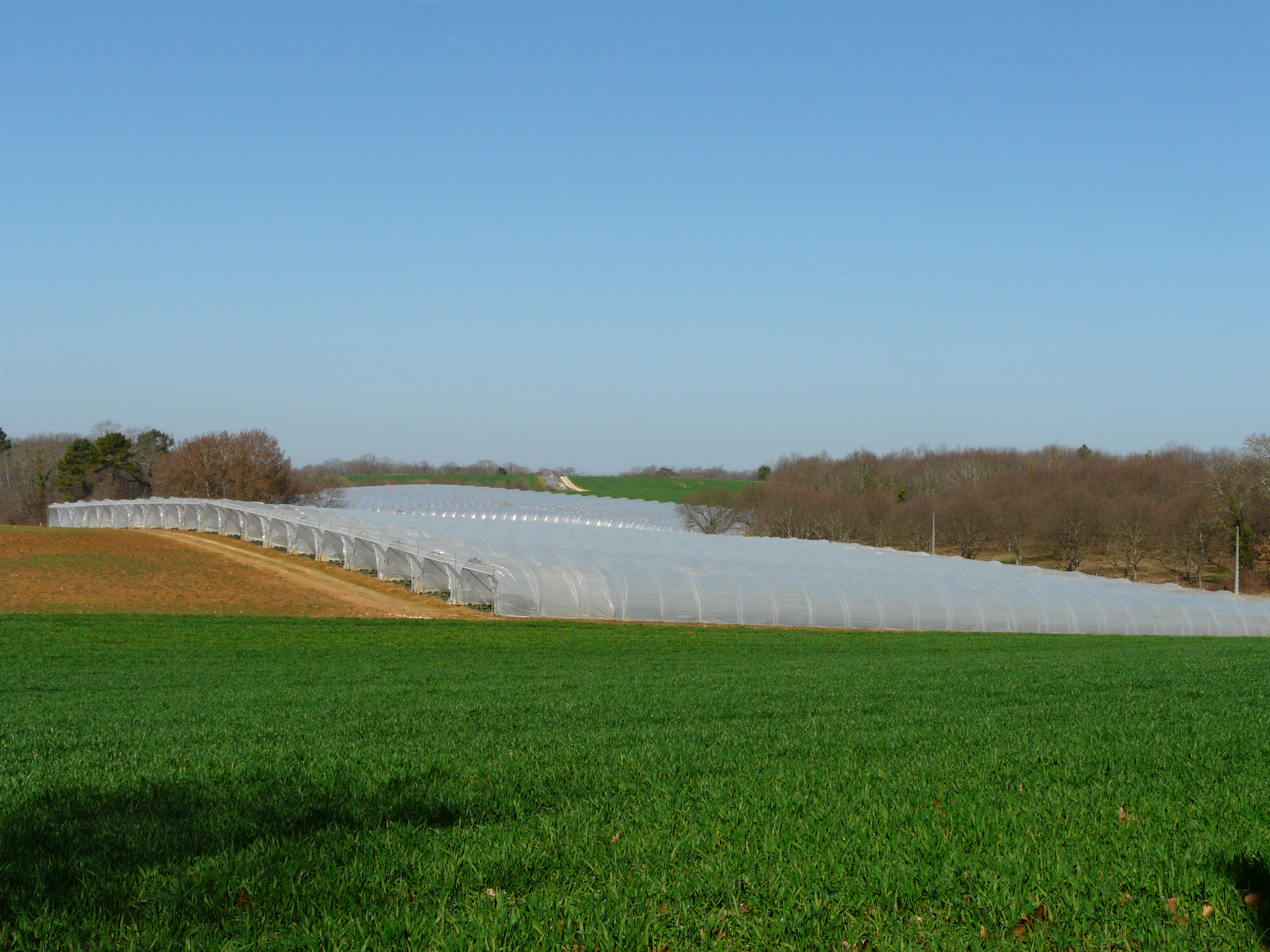
Tunnels de culture de fraises à Fouleix.

La commune est majoritairement agricole, avec culture de fraises, élevage de vaches laitières et à viande, mais aussi de canards gras permettant la production de foie gras.

### Emploi
En 2016, parmi la population communale comprise entre 15 et 64 ans, les actifs représentent 118 personnes, soit 49,0 % de la population municipale. Le nombre de chômeurs (douze) a augmenté par rapport à 2011 (dix) et le taux de chômage de cette population active s'établit à 10,3 %.

### Établissements
Au 31 décembre 2015, la commune compte trente-six établissements, dont quinze au niveau des commerces, transports ou services, douze dans l'agriculture, la sylviculture ou la pêche, quatre dans la construction, trois relatifs au secteur administratif, à l'enseignement, à la santé ou à l'action sociale, et deux dans l'industrie.

## Culture locale et patrimoine

### Lieux et monuments
- Église Saint-Pierre-et-Saint-Paul[62].

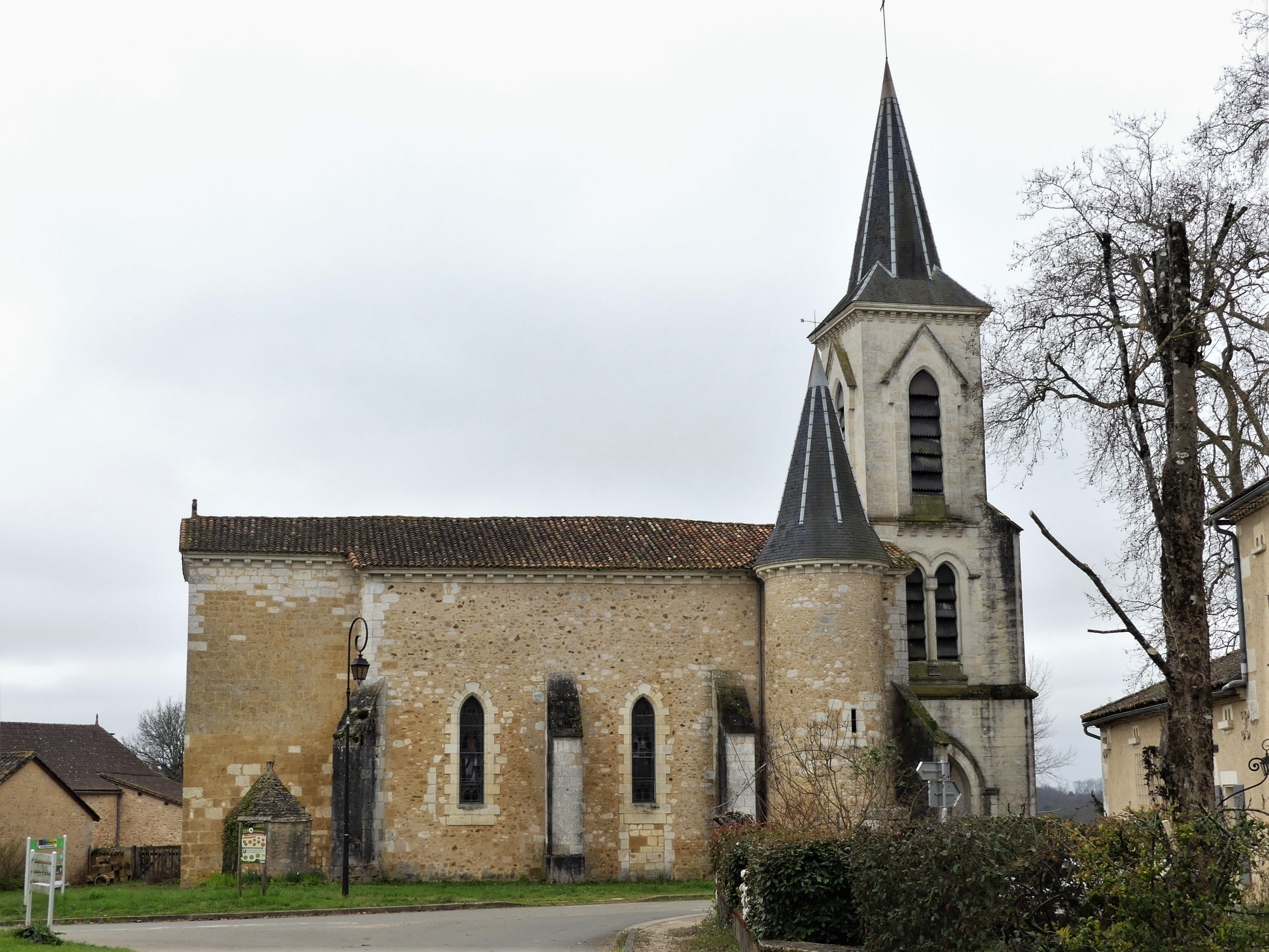
La façade nord de l'église Saint-Pierre-et-Saint-Paul.
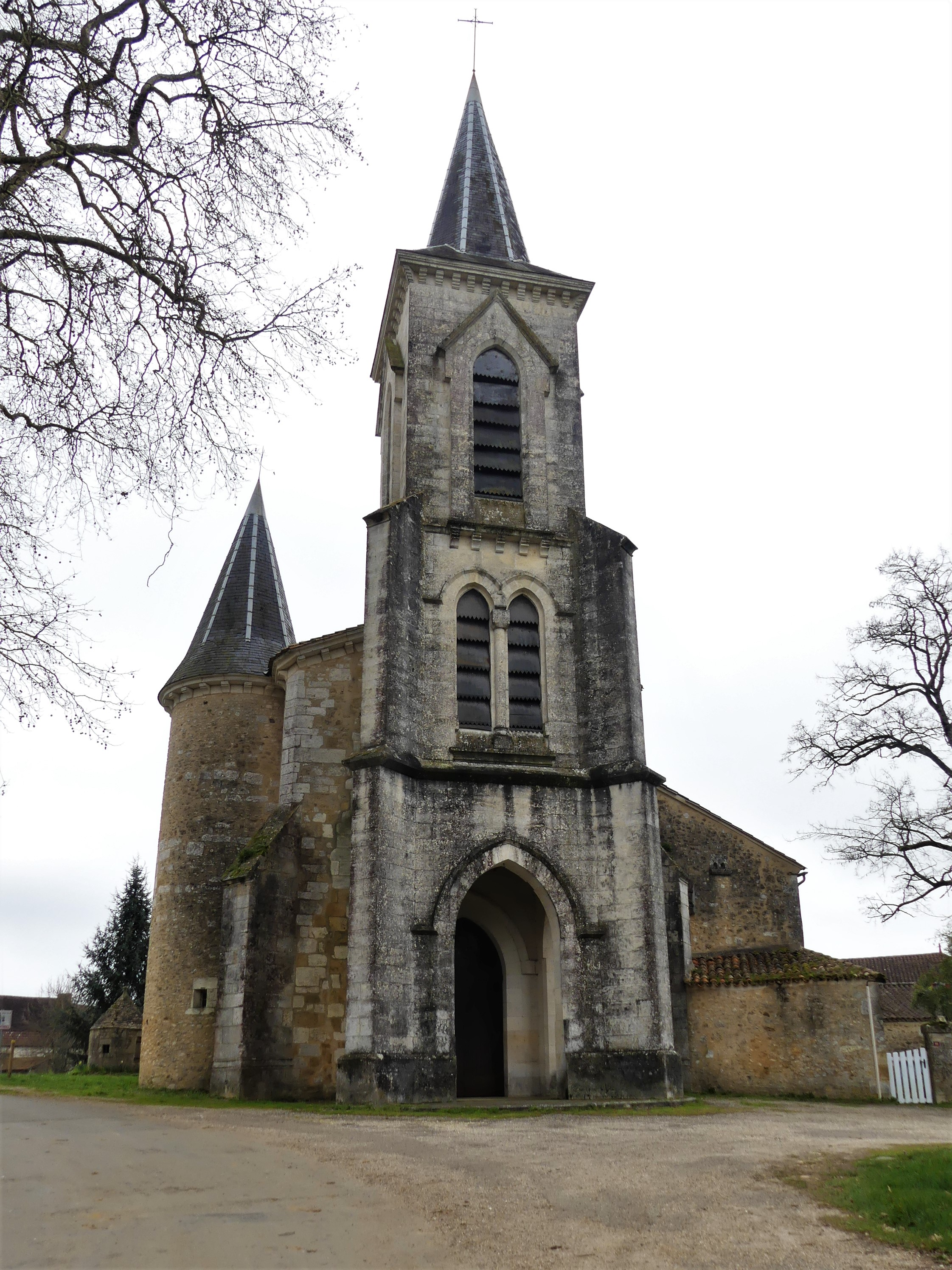
Sa façade ouest.
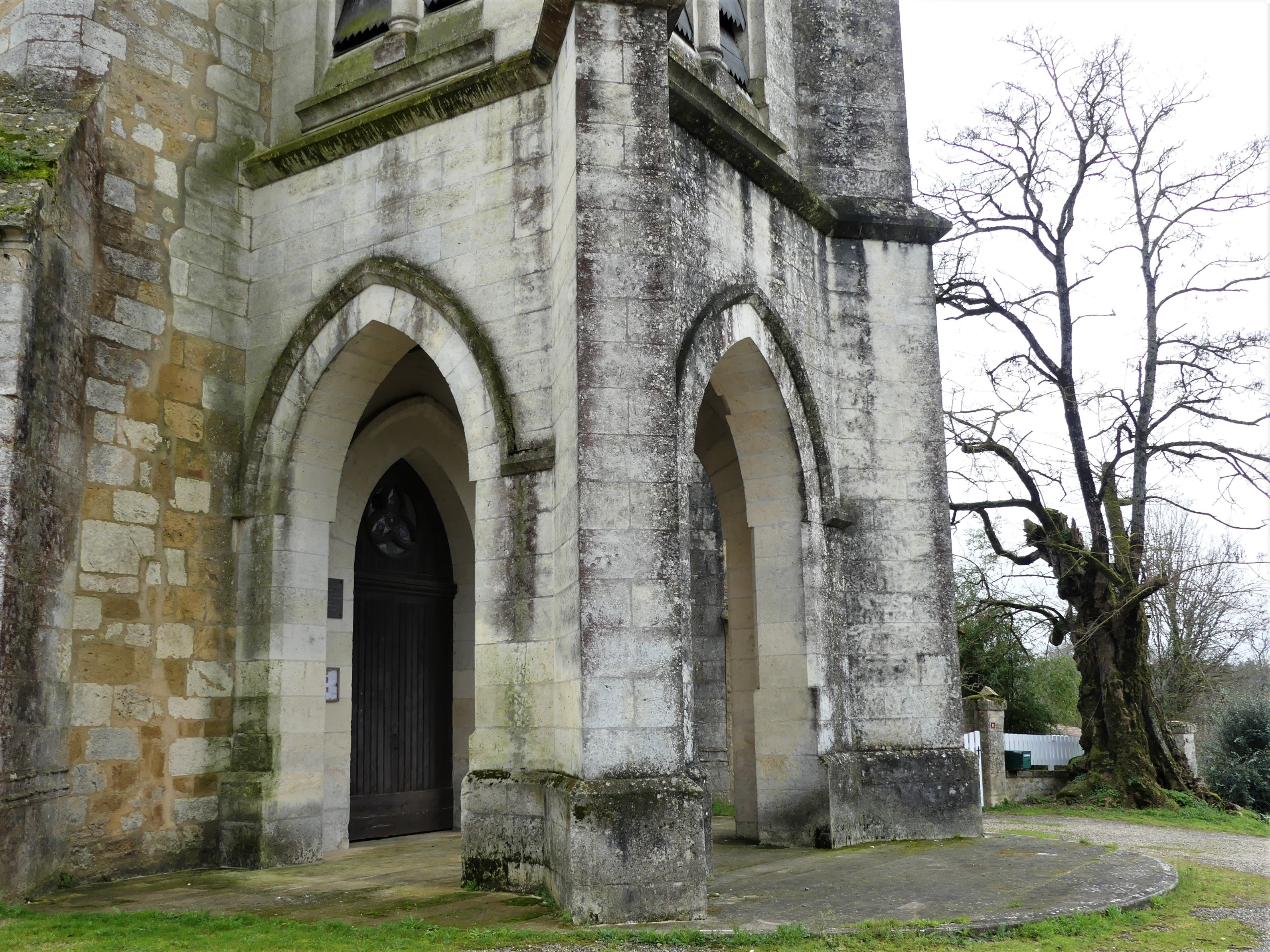
Son porche.
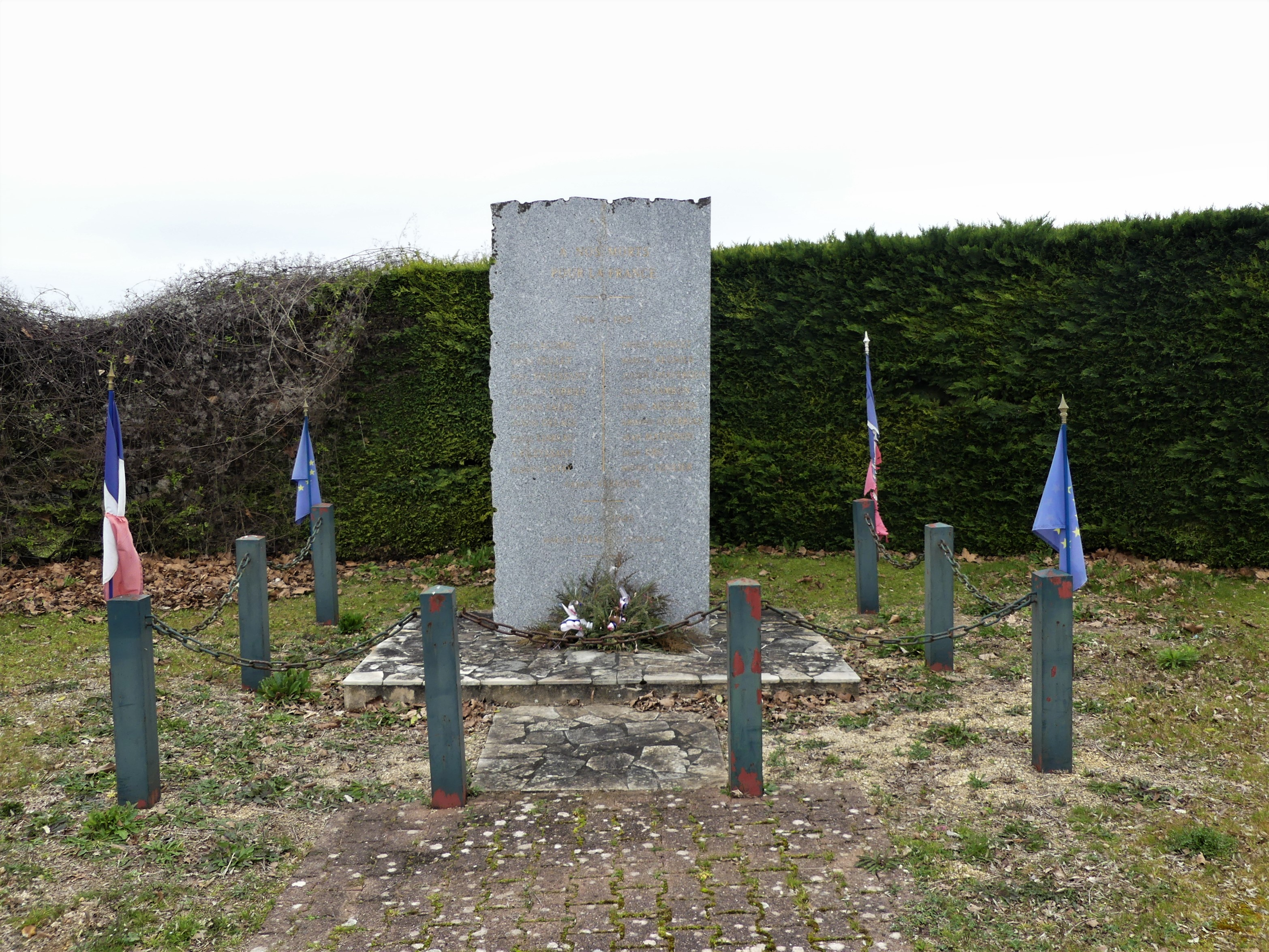
Le monument aux morts.
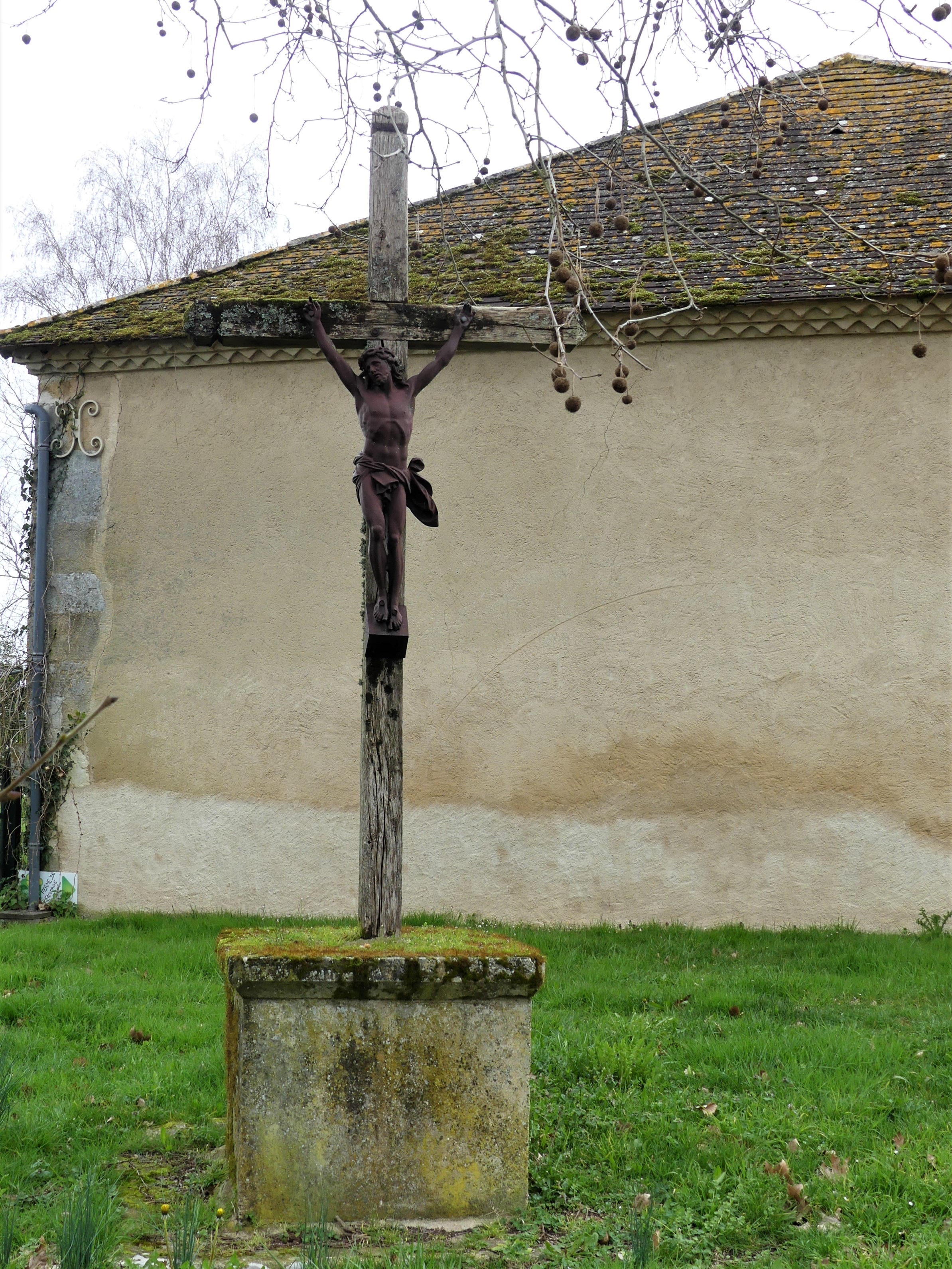
Crucifix en face de l'église.
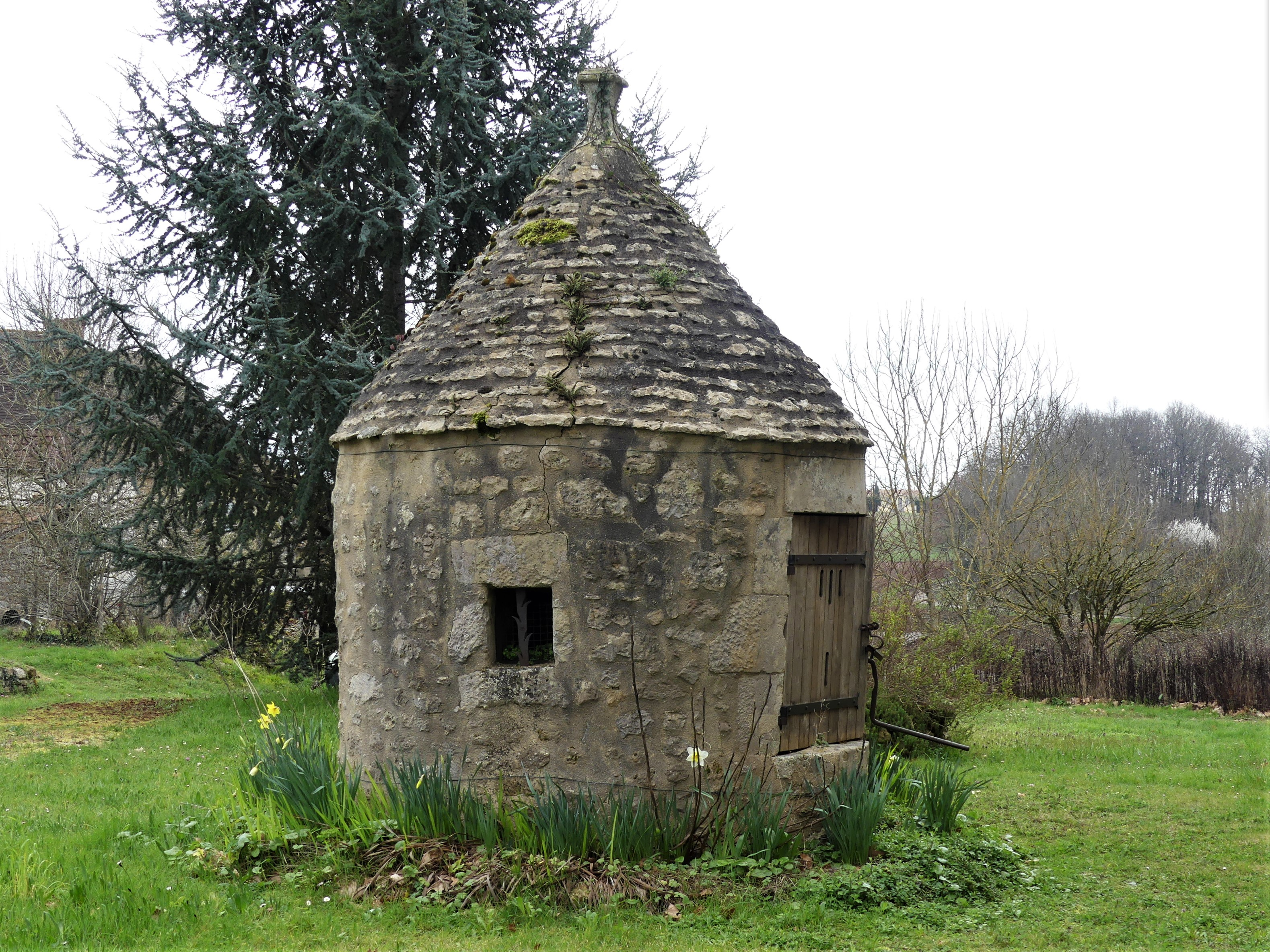
Puits couvert à côté de l'église.

## Pour approfondir